# Élections générales terre-neuviennes de 1966
L'élection générale terre-neuvienne de 1966 se déroule le 8 septembre 1966 afin d'élire les députés de la Chambre d'assemblée de la province de Terre-Neuve (Canada). 

## Résultats
| Parti                                      | Parti                      | Chef              | # de candidats | Sièges | Sièges | Sièges  | Voix    | Voix    | Voix    |
| ------------------------------------------ | -------------------------- | ----------------- | -------------- | ------ | ------ | ------- | ------- | ------- | ------- |
| Parti                                      | Parti                      | Chef              | # de candidats | 1962   | Élus   | % Diff. | #       | %       | % Diff. |
|                                            | Parti libéral              | Joey Smallwood    | 42             | 34     | 39     | +14,7 % | 91 613  | 61,82 % |         |
|                                            | Progressiste-conservateur  |                   | 38             | 7      | 3      | -57,1 % | 50 316  | 33,95 % |         |
|                                            | Autre/Indépendant          | Autre/Indépendant | 7              | 1      | -      | -100 %  | 3 548   | 2,39 %  |         |
|                                            | Nouveau Parti démocratique |                   | 3              | -      | -      | -       | 2 725   | 1,84 %  |         |
| Total                                      | Total                      | Total             | 90             | 42     | 42     | -       | 148 202 | 100 %   |         |
| Source : Elections Newfoundland & Labrador |                            |                   |                |        |        |         |         |         |         |